# The Show Girl
The Show Girl è un cortometraggio muto del 1911 diretto da Van Dyke Brooke.  Il regista appare anche come attore, insieme a Maurice Costello, Helen Gardner e Florence Turner.

## Produzione
Il film fu prodotto dalla Vitagraph Company of America.

## Distribuzione
Distribuito dalla General Film Company, il film - un cortometraggio in una bobina - uscì nelle sale cinematografiche statunitensi il 19 maggio 1911.